# Dialetto faetano
Il faetano (localmente faetar, pronuncia [fajˈdar]), è un dialetto della lingua francoprovenzale parlato nel comune di Faeto, situato nella Val Maggiore in provincia di Foggia. Unitamente al dialetto cellese (cegliaje, pronuncia [tʃiʎˈʎajə]) parlato nella vicina Celle di San Vito, costituisce la minoranza francoprovenzale in Puglia. Nel corso della storia tali due piccole comunità appenniniche sono rimaste piuttosto emarginate dal resto della Puglia, il che ha consentito al faetano (così come al cellese) di svilupparsi ed evolversi nei secoli, fino a divenire un idioma distinto rispetto alla lingua di origine.
Dopo una grande ondata emigratoria avvenuta successivamente alla seconda guerra mondiale, molti tra i parlanti di faetano-cellese si stabilirono nell'America del nord; tra cui un gruppo relativamente numeroso si insediò a Toronto, in Canada. Il vernacolo è stato studiato sia nel suo luogo d'origine, l'Italia, che a Toronto; l'interesse deriva dal fatto che il numero di parlanti sia ristretto, che il faetano-cellese costituisca il risultato di una convergenza linguistica evolutiva tra il francoprovenzale, l'italiano e i dialetti locali del contesto. 
Nonostante che il faetano-cellese non sia stato etichettato con un codice di lingua diverso da quello del francoprovenzale, viene elencato dall'UNESCO come lingua "decisamente in via d'estinzione".

## Storia
La lingua faetana trova le sue origini nel XIII secolo. Un corpo di soldati francoprovenzali fu inviato in Puglia per combattere la battaglia di Benevento del 1266. Dopo la battaglia, alcuni soldati si stanziarono nella regione, creando delle comunità. Celle di San Vito fu fondata come monastero su un versante della montagna in modo evitare un'epidemia da malaria giù per la montagna e Faeto fu fondata o l'8 luglio del 1268 o il 20 ottobre del 1274 grazie ad un editto emanato da Carlo I d'Angiò. 
Nel XX secolo, centinaia di cittadini faetani e cellesi lasciarono l'Italia e si stabilirono nella zona di Toronto, in Canada, e in altre piccole comunità degli Stati Uniti d'America, come la parte settentrionale dello stato di New York. La comunità residente a Toronto è stata studiata nel 2010 per esaminare gli effetti del contatto linguistico, e per osservare le differenze fra la lingua parlata a Toronto e quella nel suo luogo d'origine (l'Italia).

## Lingua
Sono stati pubblicati almeno due dizionari e una grammatica che descrivono la lingua faetana in italiano. Inoltre, la lingua è stata studiata nel mondo anglofono, francofono, e italofono come lingua minoritaria, lingua in contatto, e per studi comparativi con altre lingue francoprovenzali.
La grammatica del faetano è simile a quella di altre lingue romanze, con concordanza di genere fra articoli, nomi e verbi, che sono coniugati con suffissi diversi in base a persona, numero e tempo verbale. Grazie alla coniugazione dei verbi, i pronomi non sono necessari. Ciononostante, il faetano ha una caratteristica particolare riguardante i pronomi. Vi sono infatti due versioni per ogni pronome: il pronome "forte" e quello "debole". Durante la conversazione, entrambi i pronomi deboli e forti possono essere usati insieme (quello forte viene sempre per primo) ma anche solo quello forte, solo quello debole, o addirittura nessuno dei due. Il pronome debole può anche apparire dopo un nome. Ad esempio, /lu kwatra i e dɛ fɔdʒ/ (Il ragazzo lui è di Foggia). 
Il caso dei pronomi è stato fonte di vari studi riguardanti i fattori che ne influenzano la scelta e l'utilizzo. Questa caratteristica, inoltre, rende il faetano una lingua parzialmente pro-drop, ovvero con facoltatività di uso del pronome.

## Esempi
| Faetano   | Cellese    | Francese  | Italiano    |
| --------- | ---------- | --------- | ----------- |
| bów       | bóue       | bois      | legna       |
| cemmíse   | cemmíse    | chemise   | camicia     |
| cjannú    | ciannù     | chez nous | casa nostra |
| figljètte | figliétte  | fillette  | bambina     |
| ma ttánte | ma tànte   | ma tante  | mia zia     |
| mu núnchj | mu ngiunge | mon oncle | mio zio     |
| nfan      | `nfàn      | enfant    | bambini     |
| pa bbun   | pa bun     | pas bon   | non buono   |
| ra        | rà / ràt   | rat       | topo        |
| rén       | rén        | rien      | niente      |
| rescìn    | rascìn     | raisin    | uva         |
| scíj      | scìje      | six       | sei         |
| sètte     | sètte      | cette     | questa      |
| trése     | trése      | treize    | tredici     |
| vítte     | uìtte      | huit      | otto        |
| wáje      | wàje       | voix      | voce        |